# Andreas Tatschl
Andreas Julian Tatschl (* 21. Mai 1999 in Judenburg) ist ein österreichischer Fußballspieler.

## Karriere
Tatschl begann seine Karriere beim FC Zeltweg. Zur Saison 2011/12 wechselte er zum FC Judenburg. Zur Saison 2012/13 wechselte er in die Jugend des Wolfsberger AC. Zur Saison 2013/14 kam er in die AKA Kärnten. Diese wurde zur Saison 2014/15 von seinem Stammklub WAC übernommen, sodass er fortan in der Akademie der Wolfsberger spielte.
Im August 2017 debütierte er gegen die LASK Juniors OÖ für die Amateure der Wolfsberger in der Regionalliga. In jenem Spiel, das die Amateure des WAC mit 4:3 gewannen, erzielte Tatschl auch sein erstes Tor in der dritthöchsten Spielklasse. Bis Saisonende kam er zu 14 Einsätzen in der Regionalliga, in denen er zwei Tore erzielte.
Zur Saison 2018/19 wechselte er zu den viertklassigen Amateuren des SV Lafnitz. Für Lafnitz II kam er in jener Spielzeit zu 22 Einsätzen in der Landesliga und erzielte dabei vier Tore. Im Juni 2020 stand er gegen den SK Austria Klagenfurt erstmals im Profikader. Sein Debüt in der 2. Liga gab er schließlich im selben Monat, als er am 24. Spieltag der Saison 2019/20 gegen den SV Horn in der 86. Minute für Florian Prohart eingewechselt wurde.